# Ondrašová
Ondrašová (bis 1927 slowakisch auch „Andrašová“; deutsch Andreasdorf, ungarisch Turócandrásfalva – bis 1907 Andrásfalu) ist eine Gemeinde in der Nord-Mitte der Slowakei mit 90 Einwohnern (Stand 31. Dezember 2024). Sie liegt im Okres Turčianske Teplice, einem Teil des Žilinský kraj und ist Teil der traditionellen Landschaft Turiec.

## Geographie
Die Gemeinde befindet sich im westlichen Teil des Turzbeckens am Übergang in die westlich gelegene Kleine Fatra, an einem Zufluss des Baches Polerieka. Das Ortszentrum liegt auf einer Höhe von 480 m n.m. und ist 11 Kilometer von Turčianske Teplice sowie 18 Kilometer von Martin entfernt.
Nachbargemeinden sind Kláštor pod Znievom im Westen und Norden, Moškovec im Osten und Abramová im Süden.

## Geschichte
Auf dem heutigen Gemeindegebiet befand sich ein Urnenfeld der Lausitzer Kultur.
Ondrašová wurde zum ersten Mal 1252 als molendinum Andréé schriftlich erwähnt und erhielt den Namen von einer Mühle, die einem gewissen Andreas gehörte. Vom 13. bis zum 18. Jahrhundert war das Dorf Teil des Herrschaftsgebiets der Burg Zniev und Ende des 18. Jahrhunderts war es Besitz der Kammer. 1720 gab es 21 Haushalte im Ort. 1785 hatte die Ortschaft 23 Häuser und 182 Einwohner, 1828 zählte man 13 Häuser und 176 Einwohner, die als Landwirte beschäftigt waren.
Bis 1918 gehörte der im Komitat Turz liegende Ort zum Königreich Ungarn und kam danach zur Tschechoslowakei beziehungsweise heute Slowakei. Auch in der ersten tschechoslowakischen Republik war Landwirtschaft die Haupteinnahmequelle der Bevölkerung.

## Bevölkerung
| Jahr                | 1994 | 2004     | 2014     | 2024     |
| ------------------- | ---- | -------- | -------- | -------- |
| Anzahl der Personen | 61   | 53       | 79       | 90       |
| Unterschied         |      | −13,11 % | +49,05 % | +13,92 % |

| Jahr                | 2023 | 2024    |
| ------------------- | ---- | ------- |
| Anzahl der Personen | 91   | 90      |
| Unterschied         |      | −1,09 % |

Nach der Volkszählung 2011 wohnten in Ondrašová 76 Einwohner, davon 72 Slowaken. Vier Einwohner machten keine Angabe zur Ethnie.
50 Einwohner bekannten sich zur römisch-katholischen Kirche, zehn Einwohner zur Evangelischen Kirche A. B. und ein Einwohner zur griechisch-katholischen Kirche. 11 Einwohner waren konfessionslos und bei vier Einwohnern wurde die Konfession nicht ermittelt.

## Bauwerke und Denkmäler
- Glockenturm aus dem Anfang des 19. Jahrhunderts

## Söhne und Töchter der Gemeinde
- Štefan Mišík (1843–1919), slowakischer Historiker